# Краснополянское (Калининградская область)
Краснополянское (до 1938 — Гросс Гаудишкемен (нем. Groß Gaudischkehmen), до 1947 — Гроссгауден (нем. Großgauden)) — посёлок в Черняховском муниципальном округе Калининградской области. 

## География
Посёлок расположен на берегу реки Анграпа в 9 км на восток от Черняховска на федеральной автодороге А229.

## История
Населённый пункт Гаудишкемен впервые упоминается в документах 1404 года. 11 мая 1737 года в Гросс Гаудишкемене была основана школа. С 1874 года Гросс Гаудишкемен входил в состав сельского округа Ишдагген района Гумбиннен в административном округе Гумбиннен провинции Восточная Пруссия. В 1938 году Гросс Гаудишкемен был переименован в Гросс Гауден. 
22 января 1945 года Гросс Гауден был взят воинами 65-го стрелкового корпуса под командованием генерал-майора Г.Н. Перекрестова. В 1947 году Гросс Гауден был переименован в посёлок Краснополянское и стал центром одноименного сельсовета Черняховского района. С 2008 года входил в состав Свободненского сельского поселения, с 2022 года в составе Черняховского муниципального округа.

## Население
| 1910 | 1933 | 1939 | 2002 | 2010 |
| ---- | ---- | ---- | ---- | ---- |
| 369  | ↘359 | ↘338 | ↗507 | ↘435 |

## Инфраструктура
До 2023 года в посёлке действовал филиал средней общеобразовательной школы №6 г. Черняховска, работает отделение связи почты России.